# فرانك هالفورد
فرانك هالفورد (بالإنجليزية: Frank Halford)‏ هو الرائد الإنجليزي فرانك برنارد هالفورد (7 مارس 1894 - 16 أبريل 1955) والحاصل على رتبة الإمبراطورية البريطانية وعضو جمعية الطيران الملكي، مهندس ومصمم محركات الطائرات. قام بتصميم سلسلة محركات دي هافيلاند جبسي (الغجري) والتي استخدمت على نطاق واسع في الطائرات الخفيفة فيفي عقد العشرينات والثلاثينات من القرن العشرين.